# 1971年のル・マン24時間レース

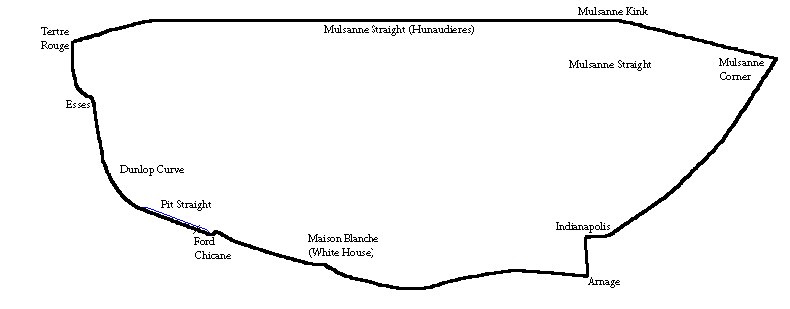
1971年のコース

1971年のル・マン24時間レース（24 Heures du Mans 1971 ）は、39回目のル・マン24時間レースであり、1971年6月12日から6月13日にかけてフランスのサルト・サーキットで行われた。

## 決勝
シートベルトを装着しないでスタートするドライバーがいたり、後方の車両が早く出て混乱するなど危険が多いことから、スタート方式が伝統のいわゆるル・マン式スタートから通常のローリングスタートに変更された。
出走したのは49台。

## 結果
完走は13台。

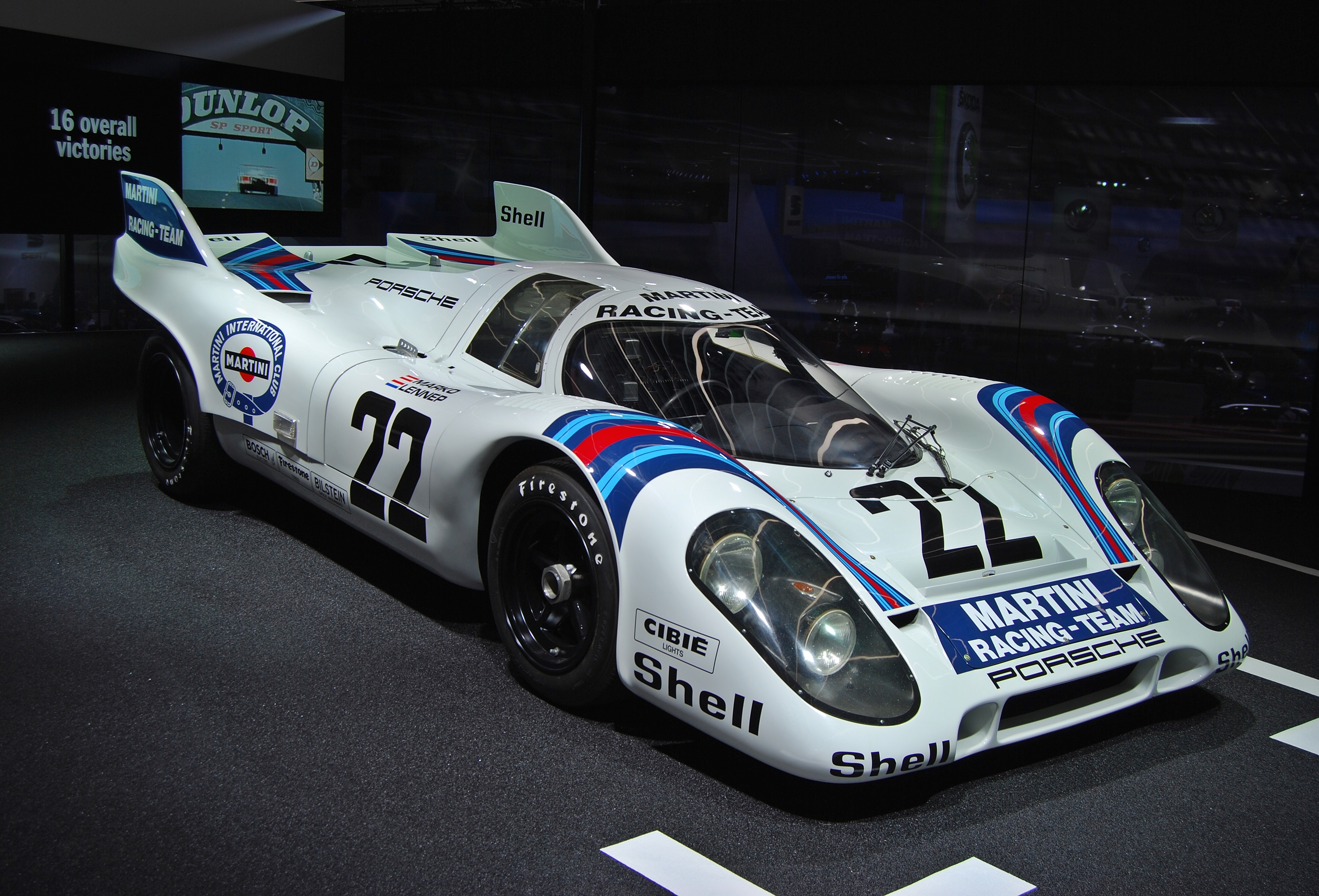
優勝車

ヘルムート・マルコ/ジィズ・ヴァン・レネップ組のポルシェ・917K、22号車が24時間で5,335.313kmを平均速度222.304km/hで走り総合優勝した。この走行距離記録は2010年にアウディ・R15 TDIが5,410km走って破るまで長らく保持された。
GTクラスはレイモンド・トワルー/アンドレ・アンセルメ組がクラス優勝した。
| 順位 | クラス  | 号車 | チーム                                               | ドライバー                                               | シャシ               | エンジン                               | 周回数 |
| ---- | ------- | ---- | ---------------------------------------------------- | -------------------------------------------------------- | -------------------- | -------------------------------------- | ------ |
| 1    | S 5.0   | 22   | マルティーニレーシングチーム                         | - ヘルムート・マルコ - ジィズ・ヴァン・レネップ          | ポルシェ・917K       | ポルシェ・912型4,907cc水平対向12気筒   | 397    |
| 2    | S 5.0   | 19   | ジョン・ワイヤー・オートモーティブ・エンジニアリング | - リチャード・アトウッド - ヘルベルト・ミューラー        | ポルシェ・917K       | ポルシェ・912型4,907cc水平対向12気筒   | 395    |
| 3    | S 5.0   | 12   | N.A.R.T.                                             | - サム・ポジー - トニー・アダモウィッツ                  | フェラーリ・512M     | フェラーリ・4,993cc60度V型12気筒       | 366    |
| 4    | S 5.0   | 16   | デヴィッド・パイパー・オートレース                   | - クリス・クラフト - デヴィッド・ウィアー                | フェラーリ・512M     | フェラーリ・4,993cc60度V型12気筒       | 355    |
| 5    | S 5.0   | 58   | N.A.R.T.                                             | - ボブ・グロスマン - ルイジ・キネッティJr.               | フェラーリ・365GTB/4 | フェラーリ・4,390cc60度V型12気筒       | 314    |
| 6    | GT +2.0 | 63   | ASA Cachia Bundi                                     | - レイモンド・トワルー - アンドレ・アンセルメ            | ポルシェ・911S       | ポルシェ・911/53型2,341cc水平対向6気筒 | 306    |
| 7    | P 2.0   | 49   | ヴィッキー・レーシングチーム                         | - ヴァルター・ブルン - Peter Mattli                      | ポルシェ・907        | ポルシェ・901/21型1,991cc水平対向6気筒 | 306    |
| 8    | GT +2.0 | 38   | ルネ・マッツィア                                     | - ルネ・マッツィア - ユルゲン・バルト                    | ポルシェ・911E       | ポルシェ・911/52型2,341cc水平対向6気筒 | 303    |
| 9    | GT +2.0 | 42   | ジャン・メザンジュ                                   | - ジャン・メザンジュ - "Gédéhem"                         | ポルシェ・911S       | ポルシェ・911/02型2,195cc水平対向6気筒 | 298    |
| 10   | GT +2.0 | 26   | ニコラス・クーブ                                     | - Erwin Kremer - ニコラス・クーブ - ギュンター・フーバー | ポルシェ・911S       | ポルシェ・911/53型2,341cc水平対向6気筒 | 292    |
| 11   | GT +2.0 | 39   | A.G.A.C.I.                                           | - Guy Verrier - Gérard Foucault                          | ポルシェ・911S       | ポルシェ・911/02型2,195cc水平対向6気筒 | 290    |
| 12   | GT +2.0 | 44   | ザ・ポール・ワトソン・レース・オーガニゼーション     | - Paul Vestey - Richard Bond                             | ポルシェ・911S       | ポルシェ・911/02型2,195cc水平対向6気筒 | 286    |
| 13   | GT +2.0 | 36   | エキュリー・ジャン・サージュ                         | - ビョルン・ワルデガルド - Bernard Chenevière            | ポルシェ・911S       | ポルシェ・911/53型2,341cc水平対向6気筒 | 263    |